# باتريك هنري بروس
باتريك هنري بروس (بالإنجليزية: Patrick Henry Bruce)‏ هو رسام أمريكي، ولد في 25 مارس 1881 في مقاطعة كامبل في الولايات المتحدة، وتوفي في 12 نوفمبر 1936 في نيويورك في الولايات المتحدة بسبب جرعة زائدة.